# Pharcidia haesitans
Pharcidia haesitans är en lavart som först beskrevs av William Nylander och som fick sitt nu gällande namn av Léon Vouaux. 
Pharcidia haesitans ingår i släktet Stigmidium och familjen Mycosphaerellaceae. Arten är reproducerande i Sverige.